# Prasinocyma angiana
Prasinocyma angiana là một loài bướm đêm trong họ Geometridae.